# Výběrové párování
Výběrové párování (nebo také pozitivní asortativní párování) je párování jedinců, ať zvířat nebo lidí, na základě buď biologických nebo sociokulturních charakteristik. Pozitivní asortativní párování je opakem negativního asortativního párování, kdy se jedinci párují s někým, kdo nemá podobné biologické ani sociokulturní charakteristiky. Výběrové párování tvaruje společnosti a populace. Zábrany mezi různými kulturami se udržují pomocí výběrového párování a bortí se pomocí sňatků mezi různými skupinami.

## Kritéria výběru podle sociokulturních charakteristik
Výběrové párování podle sociokulturních charakteristik můžeme rozdělit na tři nejčastější kritéria výběru:

### Podle socioekonomického statutu
Toto kritérium je nejrozšířenější, faktory jako zaměstnání, vzdělání nebo finanční příjem hrají velice důležitou roli. Lidé častěji uzavírají manželství uvnitř svých socioekonomických skupin. Tento jev se nejvíce může pozorovat ve vzdělanosti. Čím více jsou od sebe skupiny vzdálené, tím je menší pravděpodobnost, že mezi nimi dojde k párování. Osoby, které vystudovaly vysokou školu mají velice nízkou pravděpodobnost, že si vyhledají partnera bez vysoké školy. Horní a dolní skupiny v hierarchii vzdělanosti jsou uzavřenější než střední skupiny. To je dáno tím, že pokud se horní skupiny chtějí párovat s někým z jiné skupiny, mohou hledat pouze ve skupinách nižších. Dolní skupiny mohou stejně tak hledat pouze ve skupinách vyšších.
Podle studie se od roku 1976, kde začíná období, jemuž se studie věnuje, do počátku 90. let v Československu a Maďarsku snižoval podíl sňatků dvou osob stejného vzdělání. Od poloviny 90. let do roku 2003, kdy toto období končí, se naopak podíl těchto manželství zvyšoval, což může naznačovat vliv komunistického režimu.

### Podle rasy/etnicity/národnosti
Nejvíce dokumentované sňatky mezi různými rasami jsou ze Spojených států. Zde se například zvýšila míra sňatků mezi černochy a bělochy, i když stále zůstává nízkou. U imigrantů je endogamie (manželství v rámci vlastní skupiny, v tomto případě etnicko-rasové) zpravidla vysoká, snižuje se až u jejich dětí.
Ve Spojených státech najdeme nejnižší míru endogamie mezi evropskými imigranty a americkými Indy, vyšší pak mezi Asiaty a Hispánci a zdaleka nejvyšší míru můžeme pozorovat u černochů.

### Podle náboženství
V dnešní době se objevuje mnohem více sňatků lidí s rozdílným náboženstvím. V dřívější době jednotlivé církve nepodporovaly sňatky lidí s rozdílnou vírou nebo rozdílným výkladem daného náboženství, protože měly strach, že by ztratily své členy a jejich církev by tím byla oslabena. Pokud se vezmou dva lidé různých náboženství, existuje možnost, že jeden z manželů své původní náboženství opustí.
Ve Spojených státech u katolíků a protestantů je dosud pravděpodobnější výběr partnerů hlásících se ke stejné církvi.